# Список екологічних дат та подій
Список екологічних дат та проблем призначений для підвищення обізнаності про екологічні проблеми.

## Річний календар

### Січень
- 11.01. — День заповідників
- 28.01. — Міжнародний день мобілізації проти ядерної війни

### Лютий
- 2.02. — Всесвітній день водно-болотних угідь
- 19.02. — Всесвітній день китів і морських ссавців

### Березень
- 01.03. — Всесвітній день котів
- 01.03. — Всесвітній день цивільної оборони
- 03.03 —  ООН: Всесвітній день дикої природи
- 14.03. — Міжнародний день боротьби з греблями
- 20.03. — Всесвітній день землі
- 20.03. — Всесвітній день горобця
- 21.03 —  ООН: Міжнародний день лісу
- 22.03. —  ООН: Всесвітній день водних ресурсів
- 23.03. —  ООН:Всесвітній метеорологічний день

### Квітень
- 1.04. — Міжнародний день птахів
- 7.04. — Всесвітній день здоров'я
- 21.04. — Український день навколишнього середовища. День довкілля
- 21.04. — Всесвітній день мігруючих риб
- 22.04. —  ООН: Міжнародний день Матері-Землі
- 25.04. —  Міжнародний день охорони жаб та замноводних
- 26.04. —  ООН: Міжнародний день пам'яті про чорнобильську катастрофу
- 29.04. —  ООН: День пам'яті всіх жертв застосування хімічної зброї

### Травень
- 15.05. — Міжнародний день захисту клімату
- 22.05. —  ООН: Міжнародний день біологічного різноманіття
- 24.05. — Європейський день парків
- 31.05. —  ООН: День боротьби з тютюнопалінням

### Червень
- 5.06. —  ООН: Всесвітній день охорони навколишнього середовища
- 8.06. —  ООН: Всесвітній день океанів
- 17.06. —  ООН: Всесвітній день боротьби з опустеленням і посухою
- 29.06. —  ООН: Міжнародний день тропіків

### Липень
- 7.07. — День працівника природно-заповідної справи

### Серпень
- 16.08. — Міжнародний день безпритульних тварин
- 29.08. —  ООН: Міжнародний день дій проти ядерних випробувань

### Вересень
- 16.09. —  ООН:Міжнародний день охорони озонового шару
- Останній тиждень вересня —  ООН:Всесвітній день моря
- Третя неділя вересня — День працівника лісу

### Жовтень
- 2.10. — Всесвітній день свійських тварин
- 4.10. — Всесвітній день тварин
- 5.10. — День створення Міжнародного союзу охорони природи
- 6.10. — Всесвітній день охорони місць проживання
- 10.10. — Міжнародний день захисту від стихійних лих
- 13.10. —  ООН: Міжнародний день зменшення небезпеки лих
- 31.10. — Міжнародний день Чорного моря

### Листопад
- 5.11. —  ООН: Всесвітній день поширення інформації про проблему цунамі
- 6.11. —  ООН: Міжнародний день запобігання експлуатації навколишнього середовища під час війни та збройних конфліктів
- 17.11. — Всесвітній день боротьби з палінням
- 19.11. —  ООН: Всесвітній день туалету

### Грудень
- 3.12. — Міжнародний день боротьби з пестицидами
- 5.12. —  ООН: Всесвітній день ґрунтів
- 10.12. —  ООН: День прав тварин
- 11.12. —  ООН: Міжнародний день гір
- 14.12. — День вшанування учасників ліквідації наслідків аварії на Чорнобильській АЕС

## Роки
- Міжнародний полярний рік — 1882–1883
- Міжнародний полярний рік — 1932–1933
- Міжнародний рік популяції — 1974
- Міжнародний рік океанів — 1998
- Міжнародний рік гір — 2002
- Міжнародний рік екотуризму — 2002
- Міжнародний рік прісних вод — 2003
- Міжнародний рік пустель та опустелювання — 2006
- Міжнародний рік дельфінів — 2007–2008
- Міжнародний рік картоплі — 2008
- Міжнародний полярний рік — 2007–2009
- Міжнародний рік планети Земля — 2008
- Міжнародний рік санітарії — 2008
- Міжнародний рік натуральних волокон — 2009
- Рік горили — 2009
- Міжнародний рік біорізноманіття — 2010
- Міжнародний рік лісів — 2011
- Міжнародний рік хімії — 2011
- Міжнародний рік ґрунтів — 2015

## Десятиліття
- Міжнародне десятиліття зменшення небезпеки від стихійних лих — 1990-ті
- Міжнародне десятиліття освіти для сталого розвитку — 2005–2014
- Міжнародне десятиліття «Вода для життя» — 2005–2015
- Міжнародне десятиліття біорізноманіття — 2010–2020